# 브렉 배신저
브렉 배신저(Brec Bassinger, 1999년 5월 25일 ~ )는 미국의 배우이다. 니켈로디언 드라마 《Bella and the Bulldogs》의 주인공 벨라 도슨 역으로 이름을 알렸다. 2020년 DC유니버스 드라마 《스타걸》의 주인공 코트니 휘트모어(스타걸) 역에 캐스팅 되었다.

## 출연 작품
- 파이널 데스티네이션 블러드라인 (2025) - 아이리스 캠벨 역
- 47미터 2 (2019)
- 위시업 (2018)